# Khối lượng Planck
Khối lượng Planck, {\displaystyle m_{P}}, là một đơn vị đo lường trong hệ thống đo lường Planck.

## Định nghĩa
Khối lượng Planck {\displaystyle m_{P}} được định nghĩa như sau:
{\displaystyle m_{P}={\sqrt {\frac {\hbar c}{G}}}},
trong đó:
- {\displaystyle \hbar } là hằng số Planck đơn giản
- {\displaystyle G} là hằng số trọng trường
- {\displaystyle c} là vận tốc ánh sáng trong chân không.

Trong hệ thống đo lường quốc tế SI:
{\displaystyle m_{P}=2,176\times 10^{-8}} kg,
với sai số tương đối bằng 7,5×10−5.
Trong vật lý hạt nhân, đôi lúc người ta dùng khối lượng Planck đơn giản có trị số như sau:
{\displaystyle {\sqrt {\frac {\hbar c}{8\pi G}}}=4,340\times 10^{-9}} kg.